# Rungholt

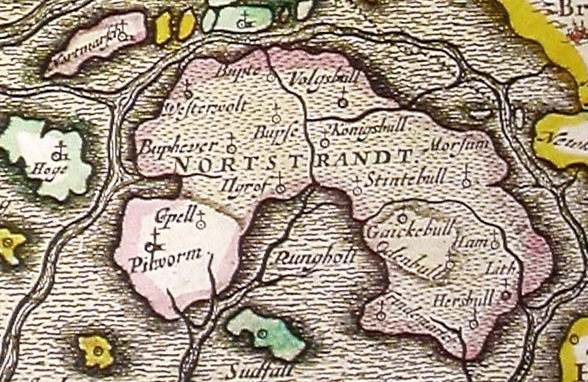
På denna karta av Johannes Blaeu 1662, syns den forna staden Rungholt belägen mitt i Vadehavet.

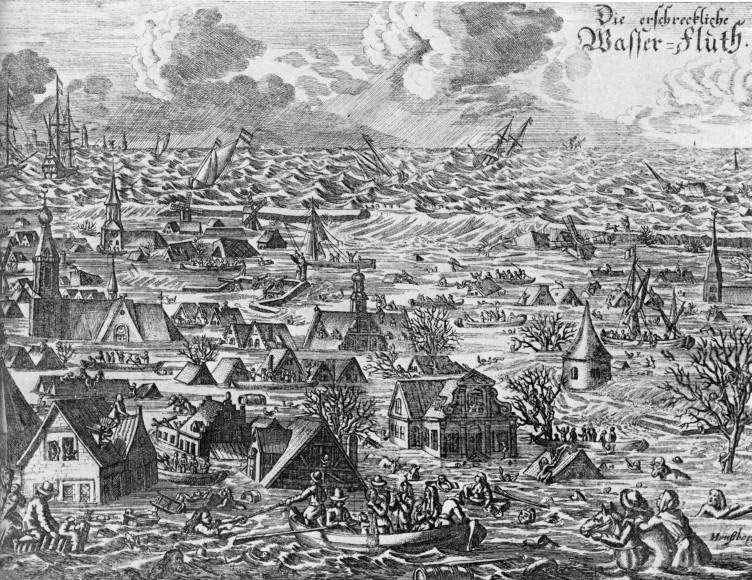
Samtida bild av den stora stormfloden 1634.

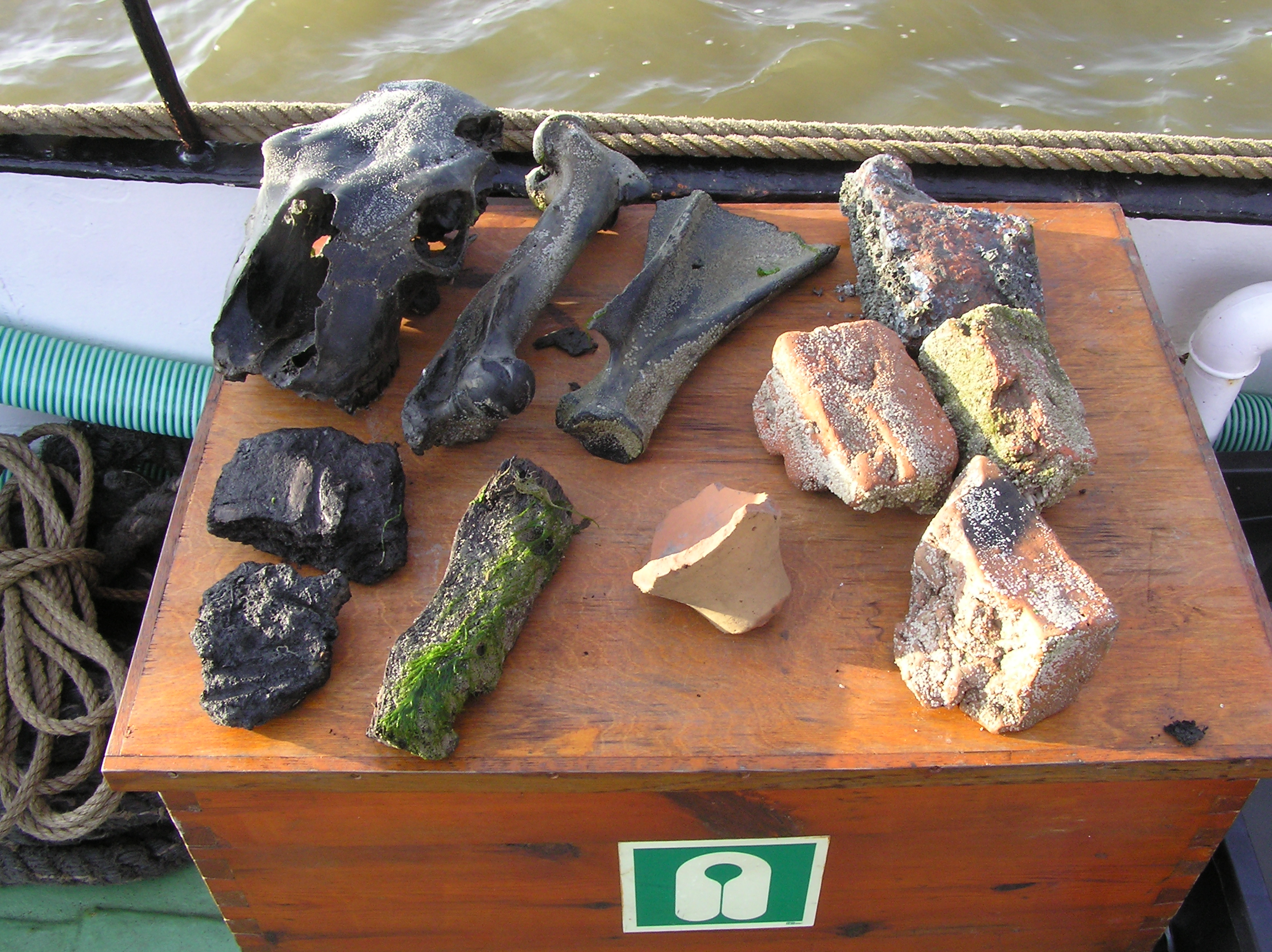
Arkeologiska fynd från Rungholt, som djurben, keramik och tegel, funna i Vadehavet.

Rungholt var en stor frisisk stad på den nordfrisiska ön Strand i Vadehavet, innan en stor stormflod (kallad för Andra Marcellus-stormfloden eller Erste Grote Mandränke på tyska och den store manddrukning på danska) på natten den 16 januari 1362 kom över den slesvigska ön. Staden låg i nuvarande tyska förbundslandet Schleswig-Holstein. Det antas att över 7600 människor drunknade den natten i Vadehavet. Staden sjönk i havet i loppet av en natt. Själva ön Strand blev vid en senare storm den 11 oktober 1634 sönderdelad i de nordfrisiska småöarna Pellvorm, Nordstrand och Nordstrandischmoor. Denna stormflod, känd som Burchardi-stormfloden, kom att döda någonstans mellan 8 000 och 15 000 människor längs den nordfrisiska kusten.
Arkeologiska fynd från den sjunkna staden är gjorda på flera platser i Vadehavet.

## Under mellankrigstiden blev legenden om den sjunkna staden sann
Under en lång tid var Rungholt bara en legend. Inga fysiska bevis fanns från tiden före 1362. Det kom att ändras med förändringar av tidvattnet mellan 1921 och 1938, då rester av vallar, byggnader och brunnar hittades. Fynden registrerades systematiskt och bekräftades via gamla kartor. Särskilt betydelsefull var Johannes Mejers från 1636, vilket byggde på en karta från 1240. Andra bekräftelser på att legenden var sann var ett testamente från 1345 med en uppgift om Rungholt och dessutom ett handelsavtal med Hamburgs köpmän 1 maj 1361. Endast åtta månader före stormfloden som förstörde staden, vilket ger en försäkran om att platsen fortfarande existerade vid tiden dessföre. Dessa två dokument finns numera att bese i stadsarkivet i Hamburg. Rungholtforskaren Andreas Busch har utifrån fördelningen och av antalet brunnar uppskattat Rungholts invånare till 1 500–2 000 invånare. Jämförbar med Kiels befolkning på 1300-talet, medan Hamburg hade ca 5 000 under samma tid.

## Sägnen om Rungholt
Enligt sägnen ville två dryckesbröder låta skämta med den lokala prästen. De kallade honom ut till en döende, som visade sig att vara ett svin, som dryckesbröderna hade klätt ut och lagt i sängen. De spottade på prästen och hällde öl i hans ränsel med sakramenten. Prästen fick samma natt ett varsel och flydde med sitt hushåll till en högt belägen kyrka på Eiderstedt. Under loppet av natten bröt vattnet igenom skyddsvallarna och sköljde Rungholt ut i havet. Ännu kan man på vindstilla dagar höra Rungholts kyrkklocka ringa under böljorna.